# La Reine Victoria
Pour les articles homonymes, voir Victoria (reine).
Pour plus de détails, voir Fiche technique et Distribution.
La Reine Victoria (Victoria the Great) est un film britannique réalisé par Herbert Wilcox, sorti en 1937, année du centenaire de l'accession au trône de la reine.

## Synopsis
Le règne de la reine Victoria d'Angleterre, depuis son accession au trône en 1837 jusqu'à la mort du prince Albert, son époux, en 1861 (plus une séquence finale en 1897 célébrant le jubilé de diamant de la reine).

## Fiche technique
- Titre : La Reine Victoria
- Titre original : Victoria the Great
- Réalisateur et producteur : Herbert Wilcox
- Scénario : Miles Malleson et Charles de Grandcourt, d'après la pièce éponyme de Laurence Housman
- Directeurs de la photographie : Freddie Young (noir et blanc) et William V. Skall (séquence finale en Technicolor)
- Musique : Anthony Collins
- Direction musicale : Muir Mathieson (orchestre symphonique de Londres)
- Montage : Jill Irving
- Directeur artistique : L. P. Williams
- Décors de plateau : Tom Heslewood
- Costumes : Doris Zinkeisen
- Compagnie de production : Imperator Film Productions
- Compagnie de distribution : RKO Pictures
- Genre : Film biographique historique
- Film en noir et blanc, avec une séquence finale (jubilé de diamant, 1897) en couleur (Technicolor), tourné aux Denham Film Studios
- Durée : 1 h 52 min
- Date de sortie ( Royaume-Uni) : 16 septembre 1937
- Affiche : Boris Grinsson (France)

## Distribution
(sélection)
- Anna Neagle : Reine Victoria
- Anton Walbrook : Prince Albert
- Walter Rilla : Prince Ernest
- H. B. Warner : Lord Melbourne
- Mary Morris : Duchesse de Kent
- James Dale : Duc de Wellington
- Felix Aylmer : Lord Palmerston
- Charles Carson : Sir Robert Peel
- Gordon McLeod : John Brown
- C. V. France : Archevêque de Cantorbéry
- Arthur Young : William Gladstone
- Greta Schröder : Baronne Lehzen
- Paul Leyssac : Baron Stockmar
- Derrick De Marney : Disraeli jeune
- Hugh Miller : Disraeli âgé
- Percy Parsons : Président Abraham Lincoln
- Hubert Harben : Lord Conyngham
- Henry Hallett : Joseph Chamberlain
- Clarence Blakiston : Duc de Sussex
- Miles Malleson : Sir James, le physicien
- Ivor Barnard : l'assassin
- O. B. Clarence : le cocher en chef

Acteurs non crédités
- Paul Henreid, Albert Lieven et C. Aubrey Smith : petits rôles

## Suite cinématographique
En raison de son grand succès à l'époque, ce film a été suivi d'une « fausse suite » réalisée et produite par le même Herbert Wilcox, titrée Soixante années de gloire (en) (Sixty Glorious Years) et sortie en 1938, la plupart des acteurs principaux ci-dessus nommés y reprenant leurs rôles respectifs (dont Anna Neagle et Anton Walbrook) ; exception notable, C. Aubrey Smith qui tenait un petit rôle dans La Reine Victoria incarne le duc de Wellington dans Soixante années de gloire (en remplacement de James Dale).